# جون دبليو. روس
جون دبليو. روس (بالإنجليزية: John W. Ross)‏ هو مهندس معماري أمريكي، ولد في 1848، وتوفي في 1914.